# Fabrice Mvemba
Fabrice Mvemba (ur. 20 grudnia 1980 w Brukseli, Belgia) – kongijski piłkarz grający na pozycji obrońcy.
Obecnie występuje w belgijskim klubie piłkarskim FCV Dender EH.

## Kariera
Jest wychowankiem AFC Tubize. W 2000 przeszedł do seniorów tego zespołu. Występował w nim do 2007, strzelając 11 goli w 118 meczach. Od lipca 2007 jest zawodnikiem FCV Dender EH.
Od 2006 broni barw Reprezentacji Konga.